# Чубинці
Чу́бинці — село в Україні, у Сквирській міській громаді Білоцерківського району Київської області. Населення становить 549 осіб.
Село Чубинці розташоване на берегах річки Роставиці, за 17 км від Сквири. З півночі і півдня оточене лісами. В центрі села став площею 60 га . Походження назви села не встановлено. Поселення має давню історію. Про це свідчать археологічні знахідки. В північній частині села знаходили кам'яні сокири.
У селі діє дев'ятирічна школа у якій навчається близько 50 учнів, великий будинок культури, декілька магазинів, млин. Влітку при школі діє оздоровчий табір «Росич», у якому мають змогу відпочити діти зі всього району.
У 2015 році, за сприяння настоятеля Ольгинського Собору, протоієрея Всеволода Рибчинського, у селі відбудовано храм Успіння Пресвятої Богородиці.
На півночі межує із селом Буки, на півдні — із селом Таборів, а далі — Безпечна і Дулицьке. Фактично ці села утворюють єдиний цілий житловий масив протяжністю із південного сходу на північний захід.

## Географія

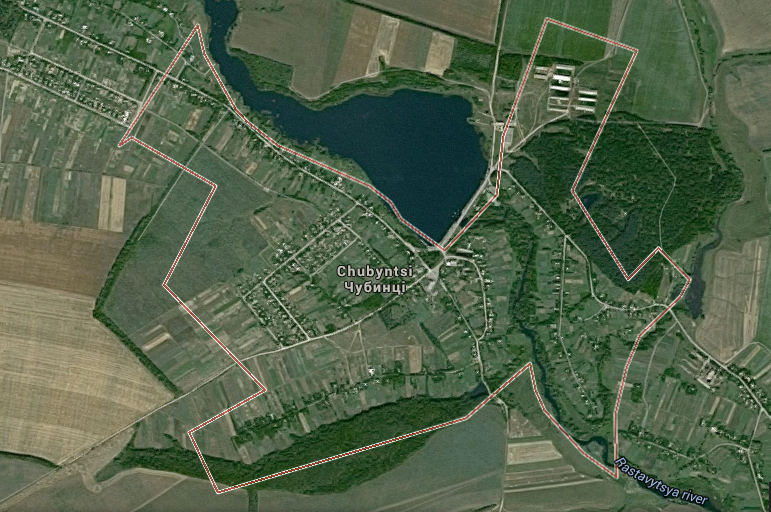
Територія села Чубинці на зображенні із супутника.

У селі річка Новосілка впадає у Роставицю, ліву притоку Росі.

## Історія
В книзі "Сказания о населенных местностях Киевской губернии или Статистические, исторические и церковные заметки о всех деревнях, селах, местечках и городах, в пределах губернии находящихся / собрал Л. Похилевич." про Чубинці згадується: «Чубенцы, село при реке Раставица, в 12 верстах от города Сквиры, разбросано по горам. Жителей обоего пола 528. Приходская церковь деревяная, во имя Рождества пресвятыя Богородицы, построена в 1724 году. Прихожан в то время она имела: 20 дворов в Чубенцах, 20 в Буках й 4 в Ерчиках.»
До революції 1917 року село Чубинці — волосний центр. До Чубинецької волості належали навколишні села і навіть села теперішнього Попільнянського району (Новоселиця, Почуйки, Саверці). В центрі села періодично відбувався ярмарок.
Землі в селі знаходились у власності пана М'ясняєва. Тут же знаходився його двоповерховий палац, зруйнований в 1917 році. За пана збудовано два млини: вальцевий і жорновий. Борошно було високої якості, його навіть продавали за кордон.
За царизму в селі була початкова школа, за радянського режиму — стала семирічкою. В 1929 році організований перший в районі колгосп «1 Травня», керівником якого був Стрижак Андрій Іванович.
До голодомору 1932—1933 років в селі нараховувалось 530 дворів. Після голоду половини не стало. Померло 383 особи.
З 19 липня 1941 року почалася німецька окупація, яка тривала до 29 грудня 1943 року. В цей час в Чубинцях була поліцейська дільниця, яка знаходилась в одному з приміщень школи. Дільницю разом з поліцаями в 1943 році партизани спалили.
Чубинчани брали активну участь у Другій світовій війні. 83 чоловік не повернулося з фронту. 183 учасники війни нагороджено орденами і медалями.
В 1968 році в селі збудовано типове приміщення школи на 190 місць. У школі завжди було більше сотні учнів. За роки радянської влади в колгоспі були збудовані типові приміщення тваринницьких ферм, транспортна майстерня, два критих токи, будинок культури, типове приміщення дитячого садочка на 120 місць, адмінбудинок, медичну амбулаторію. Село газифіковане, центральні вулиці заасфальтовані.
Після Чорнобильської аварії, в 1987 році в Чубинцях побудовано 80 будинків для переселенців із зони відчуження.

## Населення

### Мова
Розподіл населення за рідною мовою за даними перепису 2001 року:
| Мова       | Кількість | Відсоток |
| ---------- | --------- | -------- |
| українська | 522       | 95.08%   |
| російська  | 27        | 4.92%    |
| Усього     | 549       | 100%     |

## Люди
В селі народилися:
- Галина Савранчук — активістка українського еміграційного руху в Канаді (Торонто), свідок Голодомору 1932—1933;
- Дегтяренко Петро Михайлович — державний діяч комуністичного режиму СССР;
- Демиденко Валер'ян Никодимович — радянський військовик часів Другої Світової війни. Голова виконкому Бердичівської міської ради у 1952—1971 роках. Почесний громадянин м. Бердичева.
- Валеріан Молдован — професор, завідувач кафедри цивільно-правових та кримінальних дисциплін юридичного факультету Буковинського університету.

## Галерея

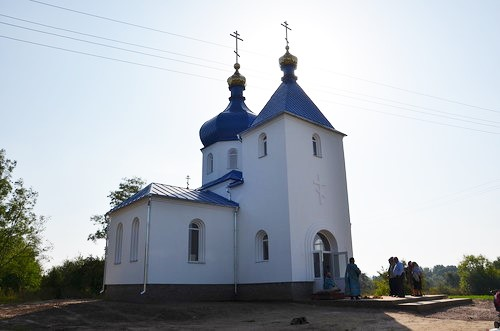
Храм Успіння Пресвятої Богородиці в Чубинцях
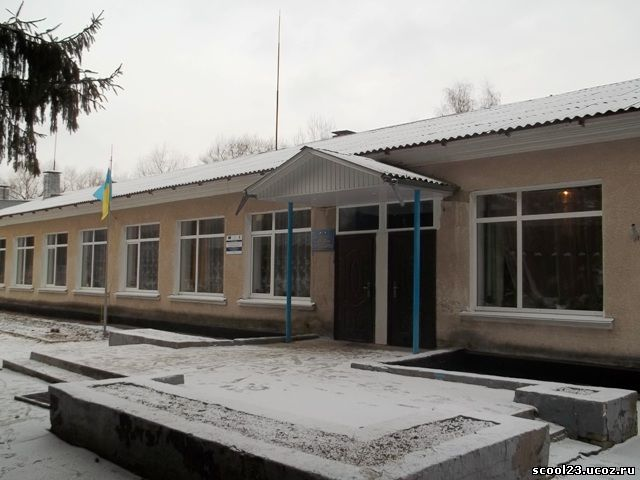
Чубинецький НВК І-ІІ ст.-дитячий садок
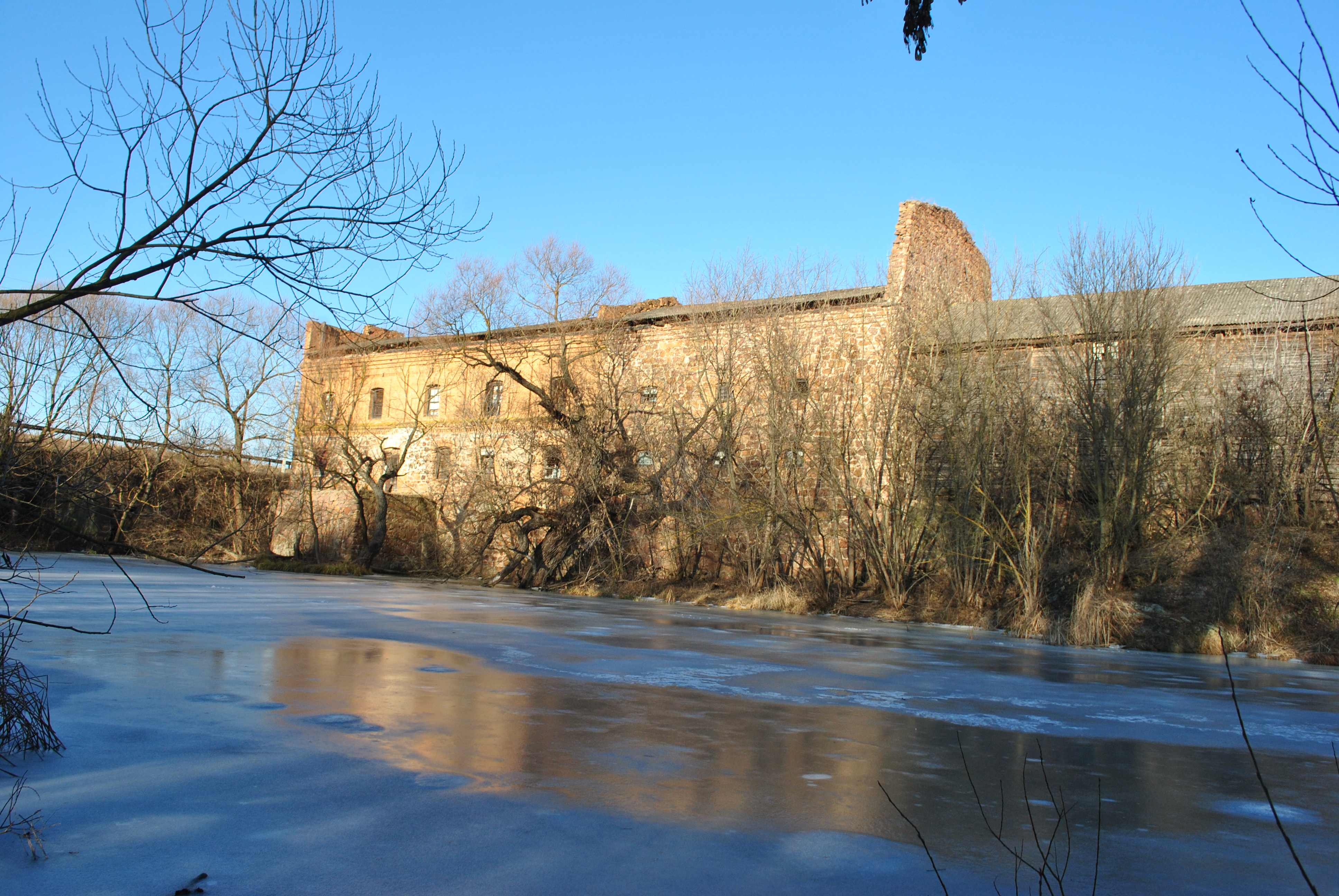
Великий млин с.Чубинці
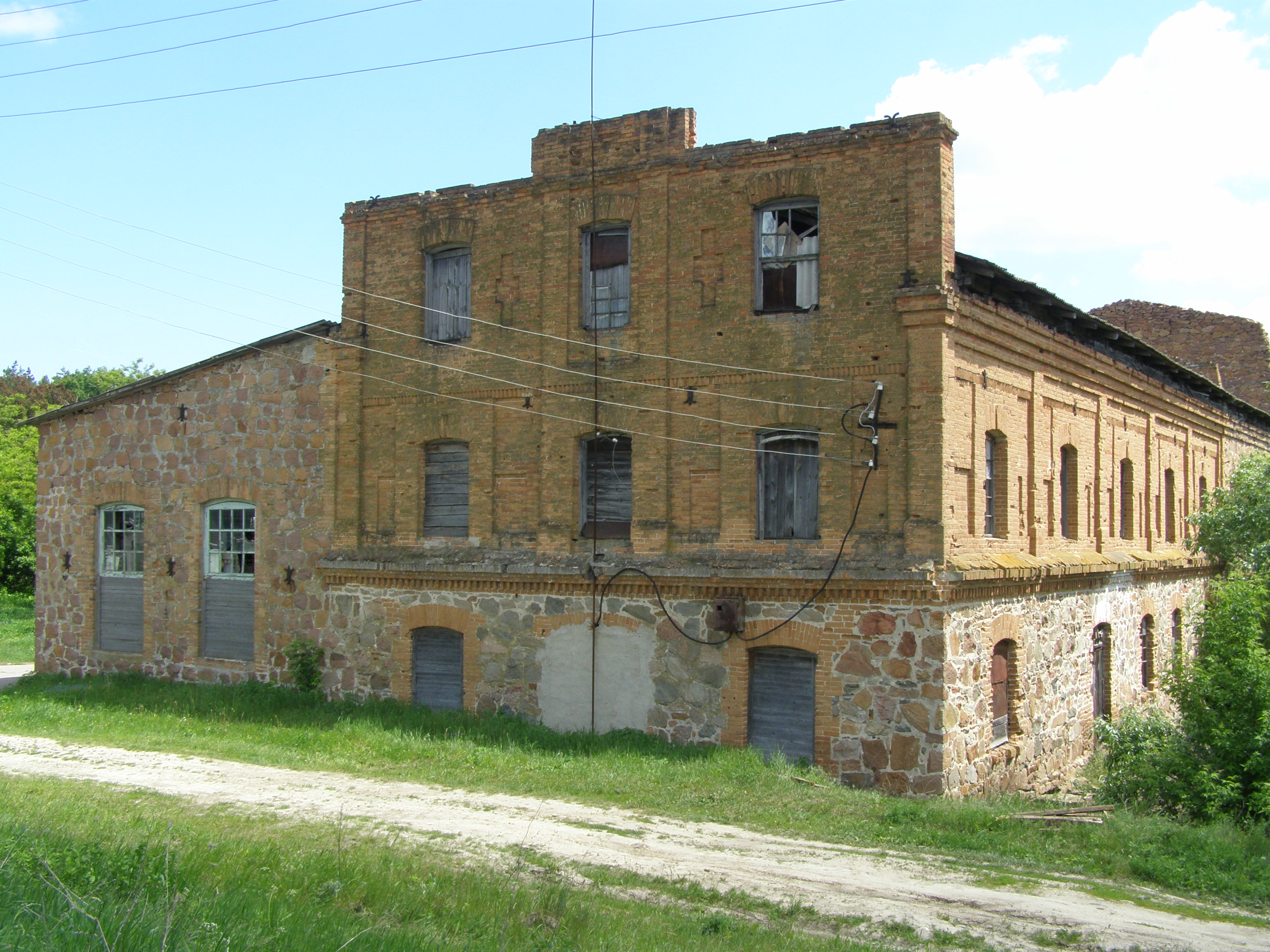
Великий млин с.Чубинці
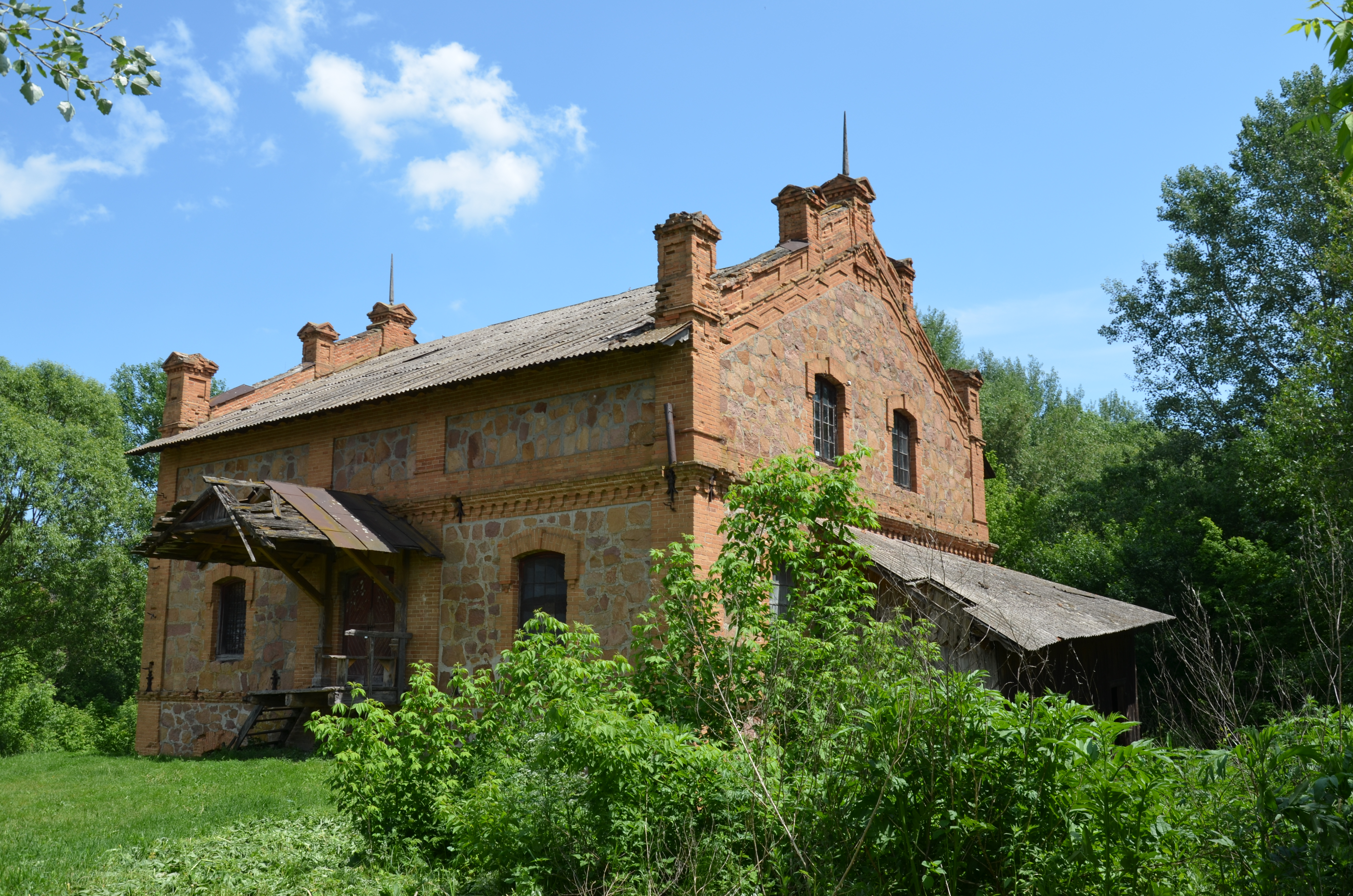
Млин (малий) Чубинці
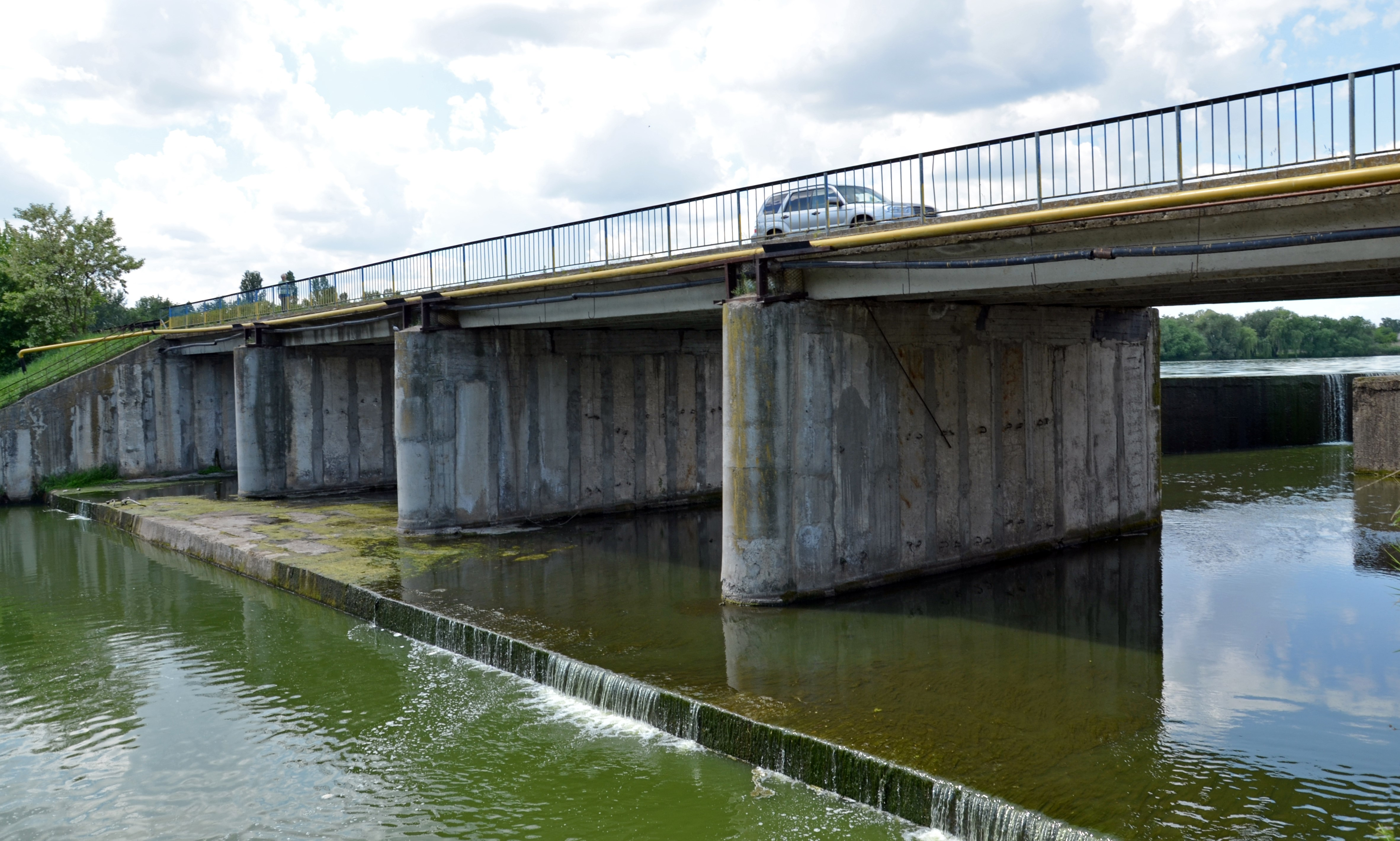
Дамба на річці Роставиця в селі Чубинці